# Хамськ
Хамськ (пол. Chamsk) — село в Польщі, у гміні Журомін Журомінського повіту Мазовецького воєводства.
Населення — 837 осіб (2011).
У 1975-1998 роках село належало до Цехановського воєводства.

## Демографія
Демографічна структура станом на 31 березня 2011 року:
|          | Загалом | Допрацездатний вік | Працездатний вік | Постпрацездатний вік |
| -------- | ------- | ------------------ | ---------------- | -------------------- |
| Чоловіки | 435     | 86                 | 292              | 57                   |
| Жінки    | 402     | 77                 | 217              | 108                  |
| Разом    | 837     | 163                | 509              | 165                  |